# Saint-Antoine-la-Forêt
Saint-Antoine-la-Forêt település Franciaországban, Seine-Maritime megyében. Lakosainak száma 1101 fő (2022. január 1.). Saint-Antoine-la-Forêt Bolbec, Gruchet-le-Valasse, Lillebonne, Mélamare, Saint-Eustache-la-Forêt, Saint-Jean-de-Folleville és Saint-Nicolas-de-la-Taille községekkel határos.

## Népesség
A település népessége az elmúlt években az alábbi módon változott:
| Lakosok száma | 1036 | 1047 | 1085 | 1079 | 1089 | 1091 | 1093 | 1097 | 1101 |
|               | 2013 | 2015 | 2016 | 2017 | 2018 | 2019 | 2020 | 2021 | 2022 |